# 고등항공자동차제조학교
고등항공자동차제조학교(프랑스어: École supérieure des techniques aéronautiques et de construction automobile 에콜 쉬페리외르 데 테크니크 에어로노티크 에 데 콩스트럭시옹 오토모빌[*], ESTACA)는 1925년 설립된 프랑스의 공학 그랑제콜이다. 항공우주공학, 해양공학, 자동차공학과 철도공학의 공학자들을 교육하고 연구를 수행한다.
몽티니르브르토뇌, 보르도와 라발에 캠퍼스가 있으며 엔지니어 학위 위원회의 인증기관이다. 2012년 9월 25일 ISAE 그룹에 가입하였다.